# Meselatus bicolor
Meselatus bicolor är en stekelart som beskrevs av Chen 1999. Meselatus bicolor ingår i släktet Meselatus och familjen fikonsteklar.
Artens utbredningsområde är Taiwan. Inga underarter finns listade i Catalogue of Life.